# Chelidonura varians
Chelidonura varians es una especie de molusco gasterópodo de la familia Aglajidae en el orden de los Opisthobranchia.

## Distribución geográfica
Se encuentra en Indonesia, Australia y Fiyi.